# 사면심사위원회
사면심사위원회는 법무부장관의 사면 상신권 행사의 적정성을 심사·자문하기 위하여 설치된 대한민국 법무부 소속의 자문위원회이다.

## 설치 근거
- 사면법 제10조의 2 및 시행령

## 기능
- 법무부장관의 특별사면 등 상신이 적정하게 이루어질 수 있도록 심사·자문

## 조직
- 위원장 : 법무부 장관
- 위원 : 총 9명 (당연직 5, 위촉직 4)